# Aviva Baumann
Aviva Baumann (nacida como Aviva Farber; 10 de julio de 1984) es una actriz estadounidense conocida por sus papeles en Superbad y Down in the Valley.

## Biografía
Nació en Santa Fe, Nuevo México. Su carrera como actriz comenzó cuando hizo un comercial a los seis años de edad. Fue en esa época que empezó a estudiar en escuelas de danza locales, como Aspen Santa Fe Ballet, Charisma, Moving People Dance Theatre y Cathy Roe. Se graduó en la secundaria de Santa Fe en 2001, trabajó por un corto tiempo con California's Oakland Ballet y en 2003 comenzó como actriz en Hollywood.

## Filmografía
- The Fire Next Time (1993) (TV) (sin acreditar) .... Child
- Botte di Natale (1994) .... Schoolgirl #1
- Up Above the World (1997) .... Maggie
- Desperate Hippies (2005) .... Chee
- Down in the Valley (2005) .... Sherri
- Forgiving the Franklins (2006) .... Caroline Franklin
- Rolling (2007) .... Pippi
- Superbad (2007) .... Nicola
- Little Minx Exquisite Corpse: Waffles for Breakfast (2008) .... June
- Guides (2009) .... Casey
- The Juggler (2009) .... The Egghead
- Saint John of Las Vegas (2009) .... Pennie
- Spring Break '83 (2010) .... Heather